# Józef Trepto
Józef Trepto (ur. 17 marca 1894 w Kutnie, zm. wiosną 1940 w Charkowie) – podpułkownik dyplomowany kawalerii Wojska Polskiego, ofiara zbrodni katyńskiej.

## Życiorys
Syn Antoniego i Heleny z Wierzbickich. Jego bratem był Wiktor Trepto, ps. „Elma”, żołnierz ZWZ-AK (zginął w 1941 w Warszawie). Był stryjem artystki i pedagog plastyki Jolanty Ajlikow-Czarneckiej (1929–2007). W czasie I wojny światowej walczył w Legionach Polskich. Służbę w Wojsku Polskim w 1918 po odzyskaniu niepodległości. W 1919 w stopniu podporucznika brał udział w wojnie polsko-czechosłowackiej, za co został odznaczony, a w 1920 w wojnie polsko-bolszewickiej na stanowisku dowódcy szwadronu.
3 maja 1922 roku został zweryfikowany w stopniu rotmistrza ze starszeństwem z dniem 1 czerwca 1919 roku i 291. lokatą w korpusie oficerów jazdy (od 1924 roku – kawalerii), a jego oddziałem macierzystym był 1 pułk szwoleżerów. W listopadzie 1924 roku został przydzielony z 1 pułku szwoleżerów do 2 Dywizji Kawalerii w Warszawie na stanowisko II oficera sztabu. Na przełomie maja i czerwca 1926 roku był dowódcą 2 szwadronu samochodów pancernych w Warszawie.
18 lutego 1928 roku awansował na majora ze starszeństwem z dniem 1 stycznia 1928 roku i 32. lokatą w korpusie oficerów kawalerii. Pełnił służbę w dowództwie I Brygady Kawalerii w Warszawie. Z dniem 2 listopada 1928 roku, po „złożeniu egzaminu wstępnego z dobrym postępem i odbyciu przepisanego stażu liniowego”, został przeniesiony służbowo do Wyższej Szkoły Wojennej w Warszawie, w charakterze słuchacza Kursu 1928–1930. Z dniem 1 listopada 1930 roku, po ukończeniu kursu i otrzymaniu dyplomu naukowego oficera dyplomowanego, został przeniesiony do dowództwa 2 Dywizji Kawalerii w Warszawie na stanowisko szefa sztabu. 23 marca 1932 roku został przeniesiony do 1 pułku szwoleżerów w Warszawie na stanowisko zastępcy dowódcy pułku. Z tej jednostki na początku 1935 roku został przeniesiony na funkcję szefa sztabu w Dowództwie Okręgu Korpusu Nr I. Od 30 marca 1938 roku do 4 października 1939 roku był dowódcą 2 pułku szwoleżerów.

Był działaczem obozu narodowego. Został członkiem honorowym członkiem Kurkowego Bractwa Strzeleckiego w Starogardzie Gdańskim.
Po agresji III Rzeszy na Polskę nadal dowodził 2 pułkiem szwoleżerów, w tym podczas walk w rejonie Tczewa kierując oddziałami OW „Starogard”. W kolejnych dniach wojny został dowódcą Warszawskiego pułku ułanów, improwizowanego oddziału kawalerii. Józef Trepto organizował oddział od 7 września 1939. Po agresji ZSRR na Polskę został wzięty do niewoli sowieckiej i przewieziony do obozu w Starobielsku. Wiosną 1940 roku został zamordowany przez funkcjonariuszy NKWD w Charkowie i pogrzebany potajemnie w bezimiennej mogile zbiorowej w Piatichatkach, gdzie od 17 czerwca 2000 roku mieści się oficjalnie Cmentarz Ofiar Totalitaryzmu w Charkowie. Figuruje na Liście Starobielskiej NKWD pod pozycją 3322.

## Ordery i odznaczenia
- Krzyż Niepodległości (16 marca 1933)[25]
- Krzyż Kawalerski Orderu Odrodzenia Polski (9 listopada 1932)[26][27]
- Krzyż Walecznych (trzykrotnie)[28][29][30][31]
- Złoty Krzyż Zasługi (19 marca 1937)[32][33]
- Srebrny Krzyż Zasługi (7 grudnia 1927)[34][28][29]
- Krzyż za Obronę Śląska Cieszyńskiego II kl. (2 października 1919)[35]
- Medal Pamiątkowy za Obronę Śląska Cieszyńskiego

## Upamiętnienie
Symboliczne groby Józefa Trepto znajdują się w Kutnie i Starogardzie Gdańskim, gdzie stacjonował 2 pułk szwoleżerów.
5 października 2007 minister obrony narodowej Aleksander Szczygło mianował go pośmiertnie na stopień pułkownika. Awans został ogłoszony 9 listopada 2007 w Warszawie, w trakcie uroczystości „Katyń Pamiętamy – Uczcijmy Pamięć Bohaterów”.
W kwietniu 2010 w ramach akcji „Katyń... pamiętamy” / „Katyń... Ocalić od zapomnienia”, na placu Zespołu Placówek Oświatowych numer 1 we Włoszczowie został zasadzony Dąb Pamięci honorujący Józefa Trepto.
Nazwisko Józefa Trepto znalazło się wśród zbiorowo upamiętnionych mieszkańców Krosna i okolic pomordowanych w ramach zbrodni katyńskiej, umieszczonych na tablicy pamiątkowej, odsłoniętej 17 września 2012 w bazylice kolegiackiej Świętej Trójcy w Krośnie.